# 松平朝矩
松平 朝矩（まつだいら とものり）は、江戸時代中期の大名。はじめ播磨姫路藩主、ついで上野前橋藩主、さらに武蔵川越藩主。結城松平家5代。松平明矩の長男。

## 生涯
元文3年（1738年）3月16日、陸奥白河藩主松平明矩の長男として生まれる。寛保元年（1741年）、父明矩が姫路藩へ転封となる。寛延元年（1748年）11月27日、11歳のとき父が急死。翌月27日に姫路藩15万石を継いだが、同月姫路藩では大規模な農民一揆が発生していた。この年干魃と台風により姫路藩内は被害を受けており、藩は年貢の納期の延期等を認めたものの、農民が年貢の減免を求め強訴しようとしたのが発端である。
この一揆が直接の原因となった訳ではないが、朝矩の姫路藩主としての役目はすぐに終わりを迎えることとなる。姫路は西国を抑える要地であり、藩主が幼少の場合には他国に国替えという不文律があった。かつて曾祖父の直矩も幼少を理由に姫路から越後村上藩に移封させられたが、この時も「幼少の朝矩には姫路藩主は不適当」とされ、翌寛延2年（1749年）1月15日に、かねて姫路転封を狙っていた前橋藩主にして幕閣の重鎮酒井忠恭と交代で前橋15万石への転封を命じられた。
寛延4年（1751年）11月11日元服、翌宝暦2年（1752年）5月7日前橋城へ初入城。宝暦8年（1758年）正月11日、朝矩に改名。
宝暦9年（1759年）12月12日、将軍徳川家重の右大臣転任にともない、陸奥会津藩主・松平容頌とともに朝廷への使者として内定されたが、近江彦根藩主で大老の井伊直幸が幕府内での序列（「譜代（将軍家家臣団）筆頭にして幕府大老の井伊家」と「親藩（将軍家親族）の筆頭格の一角である会津藩」、そして「親藩にして“将軍家の兄の家”である越前松平氏一門の朝矩」）に鑑みた上で工作を行ったことにより、内定は覆されて松平容頌と井伊直幸が使者となった（井伊直幸は後に養父の病気療養を理由に辞退、松平頼恭（高松松平家）が使者となる）。
前橋藩は利根川の洪水によりたびたび被害を受ける難所であり、前橋城もまた、本来は利根川を利用した天険の要害であったが逆に、その利根川の激流によって年々城地の浸食を受けて城郭の破壊が進み、朝矩の代には本丸にまで浸水して、居住するには大変危険な状態となっていた。かねてからの財政難もあり城の再建を諦め、明和4年（1767年）閏9月15日、本丸崩壊の危機を受け、幕府の許可を得て居城・藩庁を前橋から川越に移した。前橋城周辺の前橋領は川越藩の代官支配となり、前橋城は明和6年（1769年）に廃城・破却となった。
明和5年（1768年）6月10日（松平家譜による。『徳川実紀』によれば12日）川越にて死去、享年31。家督は次男の直恒が継いだ。
墓所は川越喜多院。

## 系譜
- 父：松平明矩（1709-1748）
- 母：成田氏（田畑氏とも）
- 正室：峯 - 山内豊敷の娘
- 継室：土 - 藤井兼矩の娘
  - 次男：松平直恒（1762-1810）
- 室：大久保氏
  - 長男：土井利建（1759-?）
- 室：山田氏
  - 男子：松平矩峯
  - 男子：秋山正修
  - 男子：高力直延
- 生母不詳の子女
  - 女子：喜佐姫 - 津軽信明正室

## 注・出典
1. 1 2 3  『前橋市史』第2巻（1973年、前橋市）569-571頁
2. ↑  酒井忠恭もそれを嫌い、同じ15万石でも実高は裕福であると噂されていた姫路への転封を画策したが、転封にかかる費用、姫路にて直矩の先代から続く凶作に加え、転封の噂を察知した百姓による大騒動（姫路藩寛延一揆）、加えて転封直後に領内を2度も襲った台風による被害により、酒井家の借財は好転するどころか、さらに増大した。

## 官歴
- 1749年（寛延2年）：将軍家初御目見。従四位下・大和守
- 1765年（明和2年）：侍従